# Prédák
A Prédák (eredeti cím: Haunt) 2019-es amerikai slasher film, melynek rendezői Scott Beck és Bryan Woods. A forgatókönyvet Beck és Woods írták, a főszerepben pedig Katie Stevens, Will Brittain, Lauryn McClain, Andrew Caldwell, Shazi Raja és Shuyler Helford látható.
A film világpremierje a Popcorn Frights Filmfesztiválon volt 2019. augusztus 8-án, nemzetközi premierje pedig a FrightFesten volt 2019. augusztus 23-án. A Momentum Pictures 2019. szeptember 13-án mutatta be korlátozott számban, Magyarországon 2019. október 10-én forgalmazta a Big Bang Media. A film világszerte 2,4 millió dolláros bevételt hozott.

## Rövid történet
Halloween alkalmából egy baráti társaság egy "extrém" kísértetházban találja magát, amely a legsötétebb félelmeikkel táplálkozik. Az éjszaka halálosra fordul, amikor rádöbbennek, hogy egyes rémálmok valóságosak.

## Szereplők
- Katie Stevens – Harper
- Will Brittain – Nathan
- Lauryn McClain – Bailey
- Andrew Caldwell – Evan
- Shazi Raja – Angela
- Schuyler Helford – Mallory
- Chaney Morrow – szellem
- Justin Marxen – bohóc
- Damian Maffei – ördög
- Samuel Hunt – Sam

## A film készítése
2017 júliusában jelentették be, hogy Scott Beck és Bryan Woods írja és rendezi a filmet. A film producerei Eli Roth, Todd Garner, Mark Fasano, Ankur Rungta, Vishal Rungta, vezető producerei Nick Meyer, Marc Schaberg, Josie Liang, Jeremy Stein és Tobias Weymar. 2017 októberében Katie Stevens, Will Brittain, Lauryn McClain, Andrew Caldwell és Shazi Raja csatlakozott a film szereplőgárdájához.
A forgatás 2017 októberében kezdődött a Kentucky állambeli Covingtonban, és 2017 novemberében fejeződött be.

## Bemutató
A film világpremierje a Popcorn Frights Filmfesztiválon volt 2019. augusztus 8-án a floridai Fort Lauderdale-ben, nemzetközi premierje pedig a FrightFesten volt Londonban 2019. augusztus 23-án. A Prédák Los Angeles-i premierjére 2019. szeptember 7-én került sor a Grauman's Egyptian Theatre-ben. A filmet 2019. szeptember 13-án jelent meg korlátozott számban, a Momentum Pictures forgalmazásában. A Prédákat később a Shudderen mutatták be, ahol a 2019-es év legnézettebb filmbemutatójának 1. helyezettje volt.